# Bibliothèque d'enveloppe
En informatique, une bibliothèque d'enveloppe (en anglais, wrapper library) est la couche du code source qui expose l'interface d'une bibliothèque logicielle donnée en une interface compatible.
Ce mécanisme répond notamment aux problématiques d'interopérabilité des bibliothèques d'exécution et/ou de langages ou pour peaufiner une interface mal conçue ou compliquée.
Le paquetage de bibliothèques est généralement implémenté à l'aide de patrons de conception, façades  ou adaptateurs, voire dans une moindre mesure par délégation.

## Structure et implémentation
La méthode avec laquelle un paquetage de bibliothèques est implémenté est très spécifique à l'environnement dans lequel il est écrit. L'adage est d'autant plus vrai dès lors qu'une problématique d'interopérabilité  de langages et bibliothèques d'exécution est posée.

## Interopérabilité bibliothèques d'exécution/langages de programmation
Certains paquetages de bibliothèques existent pour qu'une application cliente puisse interagir avec une bibliothèque écrite dans un environnement ou une technologie incompatible. C'est notamment le cas de Guile-SDL dont les modules permettent ainsi aux programmeurs Guile d'utiliser toutes les fonctionnalités de la bibliothèque SDL pour la création d'applications multimédias.

## Source
- (en) Cet article est partiellement ou en totalité issu de l’article de Wikipédia en anglais intitulé « Wrapper library » (voir la liste des auteurs).